# Улрих фон Пасау
Улрих (на немски: Ulrich von Passau, „der Vielreiche“, † 20 или 24 февруари † 1099) от род Диполдинги-Рапотони, е от 1078 г. до смъртта си бургграф на Пасау в Свещената Римска империя и Херцогство Бавария. Смятан е за един от най-богатите и могъщи мъже по неговото време и затова е наричан „Многобогатия“. Той е граф на Фининген, граф в Изенгау, също фогт на Остерхофен, Асбах и Пасау. Улрих прави голямо дарение на манастир „Св. Улрих и Афра“ в Аугсбург.

## Биография
Син е на Рапото IV фон Хам и на Матилда от Химгау, дъщеря на граф Зигхард VII († 5 юли 1044) от род Зигхардинги и съпругата му Пилихилд от Андекс († 23 октомври 1075). Неговите братя са влиятелните Рапото V († 14 април 1099), който става по-късно пфалцграф на Бавария, и на Херман фон Фобург, който става през 1096 г. епископ на Аугсбург.
Улрих е привърженик на крал Хайнрих IV. По време на спора за даване на пълномощия между папа Григорий VII и крал Хайнрих IV образува Бургграфство Пасау чрез отделяне от манастир Пасау. Хайнрих IV назначава Улрих за граф на Пасау.
Улрих взема на заем през 1096 г. от Веронезите 500 сребърни таленти и подкупва с тях Хайнрих IV, за да постави брат си Херман на епископския стол на Аугсбург.
Улрих умира без мъжки наследник около 20 февруари 1099 г. След смъртта на Улрих графството отива отново на епископа на Пасау.

## Семейство
Улрих се жени за Аделхайд фон Меглинг-Фронтенхаузен, дъщеря, наследничка на Куно I фон Лехсгемюнд-Фронтенхаузен, вдовица на наследника на собственосите на Зигхардингите, Маркварт фон Марквартщайн († 5 декември 1085), който е убит малко след женитбата им. Улрих и Аделхайд имат дъщеря:
- Ута от Пасау (* 1085, † 9 февруари 1150), омъжена за Енгелберт II († 13 април 1141), от род Спанхайми, маркграф на Марка Истрия и Крайна и Верона и херцог на Каринтия (1123 – 1135)